# Station Groenendaal
Station Groenendaal is een spoorwegstation langs spoorlijn 161 (Brussel - Namen) bij de kern Groenendaal in de gemeente Hoeilaart nabij het Zoniënwoud. Het station maakt deel uit van het Gewestelijk ExpresNet rond het Brusselse Gewest.

## Geschiedenis
Tot in 1963 was er een normaalsporige buurtspoorweglijn tot Overijse. De sporen zijn daarna tot 1966 sporadisch particulier gebruikt als spooraansluiting door "Usines Mariën" tot aan Hoeilaart.Het tracé is nu deels fietspad.
In 1978 is een aftakking naar de hippodroom van Groenendaal opgebroken. Deze aftakking werd gebruikt voor speciale treinen naar de paardenwedrennen.

## Treindienst
| Serie | Treinsoort | Route                                                                                  | Bijzonderheden |
| ----- | ---------- | -------------------------------------------------------------------------------------- | --- |
| S 8   | GEN (NMBS) | Zottegem – Brussel-Zuid – Brussel-Schuman – Groenendaal – Ottignies – Louvain-la-Neuve | Rit naar Zottegem rijdt niet in het weekend. Een rit rijdt dagelijks tussen Brussel-Zuid - Ottignies. Een rit rijdt dagelijks tussen Ottignies - Louvain-la-Neuve. |
| S 81  | GEN (NMBS) | Schaarbeek – Brussel-Schuman – Groenendaal – Ottignies                                 | Rijdt enkel tijdens de spits tijdens het schooljaar |

## Galerij

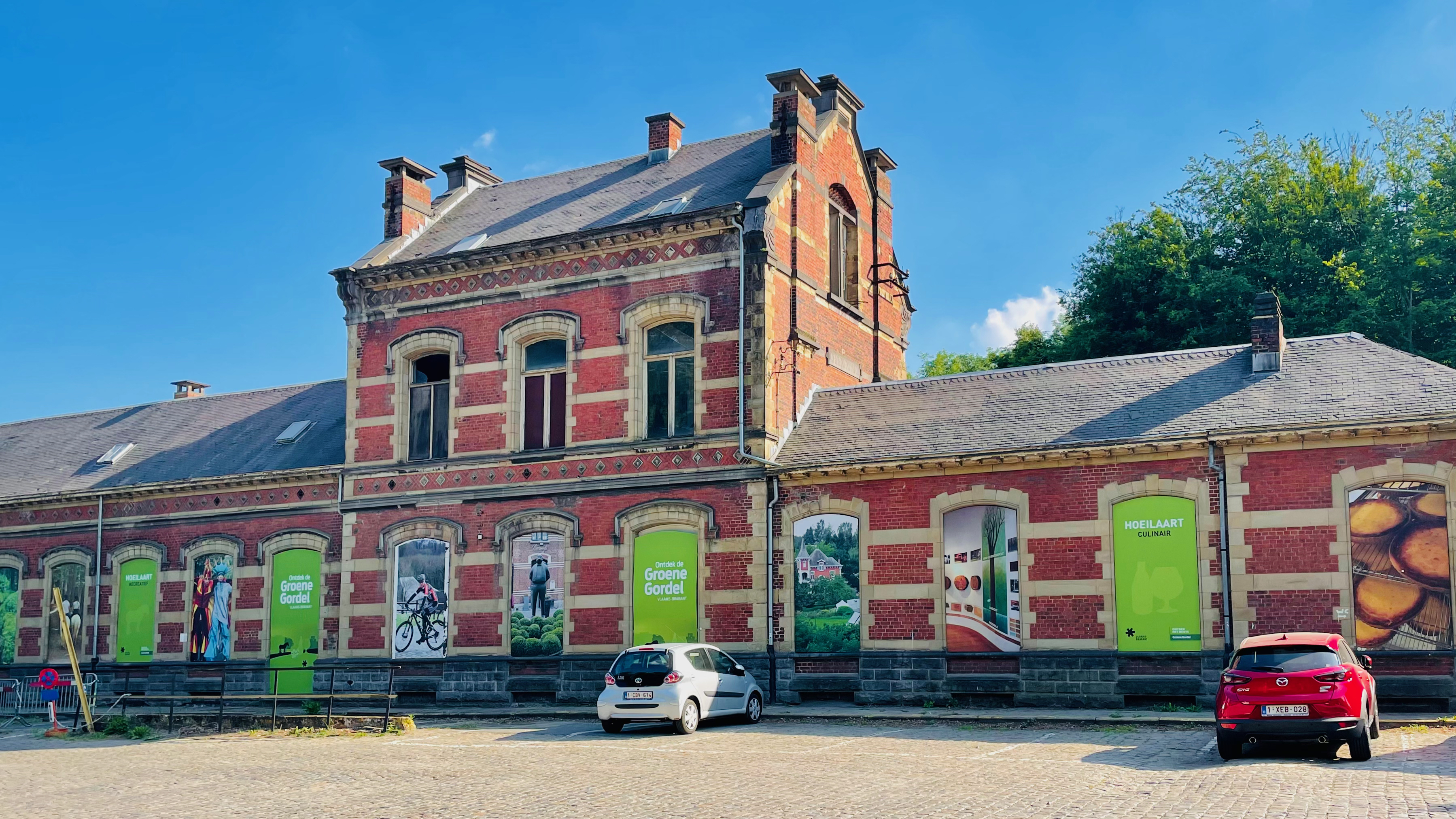
Het stationsgebouw
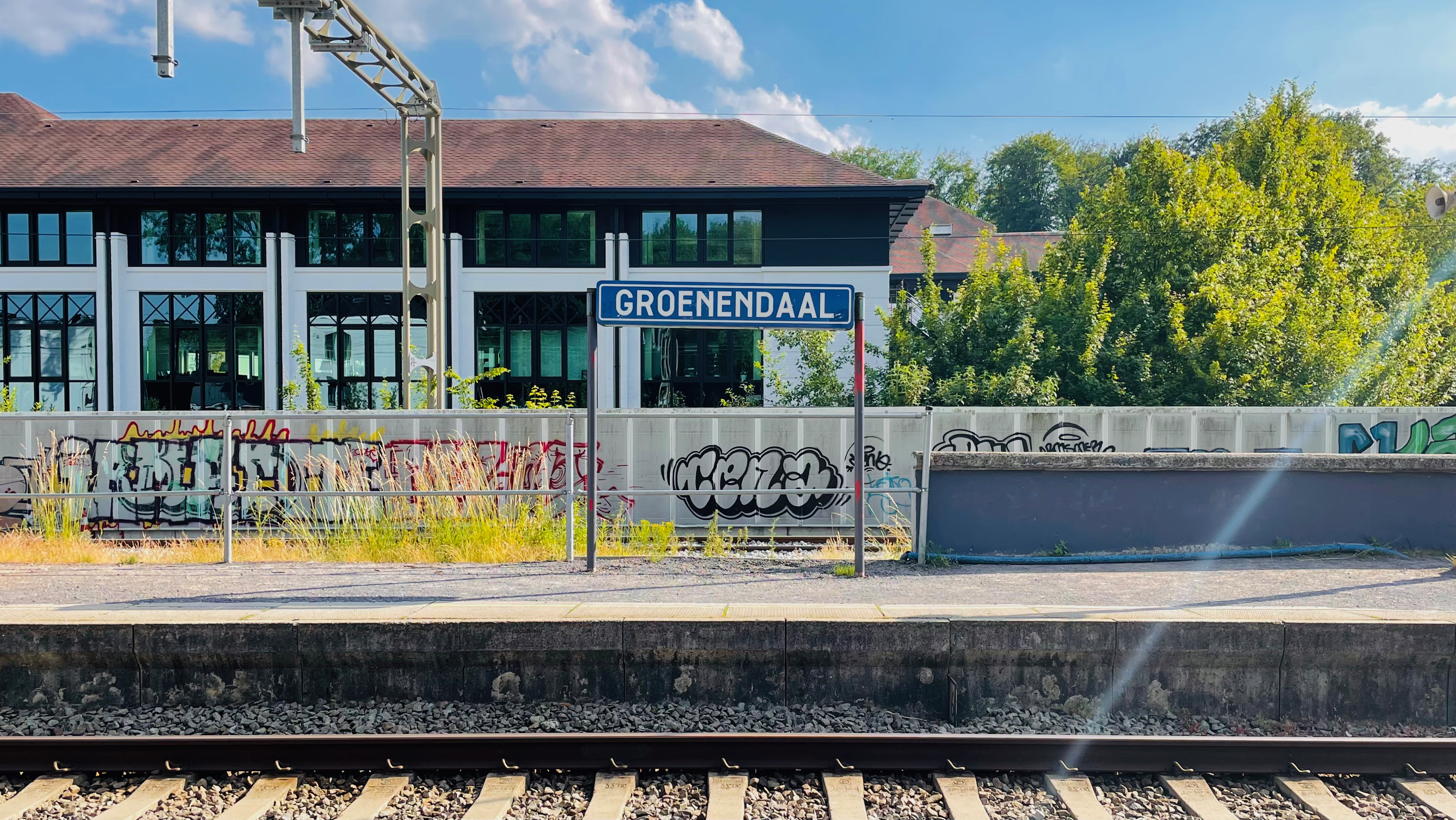
Naambord op een perron
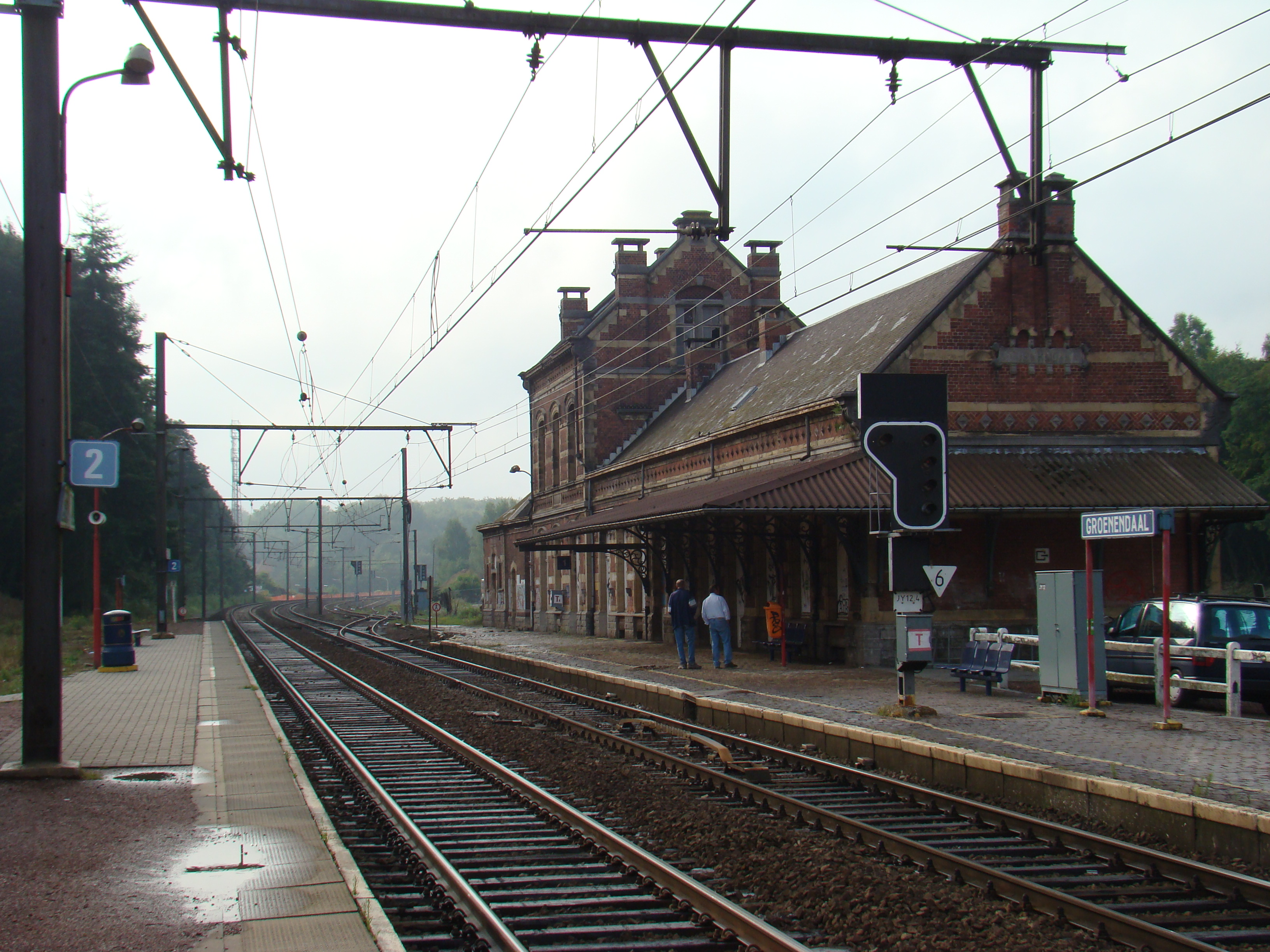
Het station in 2007

## Reizigerstellingen
De grafiek en tabel geven het gemiddeld aantal instappende reizigers weer op een week-, zater- en zondag.
| Tabel: aantal instappende reizigers station Groenendaal | Tabel: aantal instappende reizigers station Groenendaal | Tabel: aantal instappende reizigers station Groenendaal | Tabel: aantal instappende reizigers station Groenendaal |
|                                                         | Weekdag                                                 | Zaterdag                                                | Zondag                                                  |
| ------------------------------------------------------- | ------------------------------------------------------- | ------------------------------------------------------- | ------------------------------------------------------- |
| 1977                                                    | 259                                                     | 115                                                     | 223                                                     |
| 1978                                                    | 213                                                     | 96                                                      | 211                                                     |
| 1979                                                    | 214                                                     | 103                                                     | 162                                                     |
| 1980                                                    | 143                                                     | 53                                                      | 129                                                     |
| 1981                                                    | 170                                                     | 47                                                      | 126                                                     |
| 1982                                                    | 163                                                     | 77                                                      | 99                                                      |
| 1983                                                    | 164                                                     | 60                                                      | 63                                                      |
| 1984                                                    | 159                                                     | 84                                                      | 105                                                     |
| 1985                                                    | 181                                                     | 55                                                      | 109                                                     |
| 1986                                                    | 177                                                     | 45                                                      | 55                                                      |
| 1987                                                    | 129                                                     | 59                                                      | 80                                                      |
| 1988                                                    | 153                                                     | 66                                                      | 63                                                      |
| 1989                                                    | 169                                                     | 62                                                      | 72                                                      |
| 1990                                                    | 167                                                     | 108                                                     | 91                                                      |
| 1991                                                    | 260                                                     | 69                                                      | 49                                                      |
| 1992                                                    | 243                                                     | 72                                                      | 87                                                      |
| 1993                                                    | 269                                                     | 145                                                     | 110                                                     |
| 1994                                                    | 233                                                     | 51                                                      | 95                                                      |
| 1995                                                    | 247                                                     | 98                                                      | 122                                                     |
| 1996                                                    | 175                                                     | 87                                                      | 49                                                      |
| 1997                                                    | 186                                                     | 123                                                     | 73                                                      |
| 1998                                                    | 306                                                     | 120                                                     | 71                                                      |
| 1999                                                    | 339                                                     | 127                                                     | -                                                       |
| 2000                                                    | 417                                                     | 91                                                      | 117                                                     |
| 2001                                                    | 371                                                     | 90                                                      | 75                                                      |
| 2002                                                    | 338                                                     | 112                                                     | 126                                                     |
| 2003                                                    | 405                                                     | 114                                                     | 100                                                     |
| 2004                                                    | 435                                                     | 166                                                     | 116                                                     |
| 2005                                                    | 453                                                     | 127                                                     | 106                                                     |
| 2006                                                    | 400                                                     | 132                                                     | 92                                                      |
| 2007                                                    | 488                                                     | 88                                                      | 88                                                      |
| 2008                                                    | -                                                       | -                                                       | -                                                       |
| 2009                                                    | 433                                                     | 93                                                      | 91                                                      |
| 2010                                                    | -                                                       | -                                                       | -                                                       |
| 2011                                                    | -                                                       | -                                                       | -                                                       |
| 2012                                                    | 522                                                     | 81                                                      | 100                                                     |
| 2013                                                    | 360                                                     | 80                                                      | 95                                                      |
| 2014                                                    | 403                                                     | 74                                                      | 69                                                      |
| 2015                                                    | 479                                                     | 74                                                      | 117                                                     |
| 2016                                                    | 601                                                     | 78                                                      | 51                                                      |
| 2017                                                    | 610                                                     | 149                                                     | 92                                                      |
| 2018                                                    | 577                                                     | 146                                                     | 138                                                     |
| 2019                                                    | 696                                                     | 178                                                     | 181                                                     |
| 2020                                                    | 357                                                     | 130                                                     | 123                                                     |
| 2021                                                    | -                                                       | -                                                       | -                                                       |
| 2022                                                    | 817                                                     | 266                                                     | 254                                                     |
| 2023                                                    | 652                                                     | 264                                                     | 258                                                     |
| 2024                                                    | 702                                                     | 246                                                     | 183                                                     |

0,0: Schaarbeek ·
3,5: Koninklijke-Sint-Mariastraat ·
4,4: Rogierstraat ·
5,1: Leuvensesteenweg ·
5,8: Brussel-Schuman ·
6,1: Wetstraat ·
7,0: Brussel-Luxemburg ·
8,0: Mouterij ·
8,9: Etterbeek ·
10,1: Watermaal ·
12,0: Bosvoorde ·
13,9: Zoniënwoud ·
17,0: Groenendaal ·
18,9: Hoeilaart ·
20,0: Bakenbos ·
22,0: Terhulpen ·
23,2: Genval ·
25,2: Rixensart ·
27,7: Profondsart ·
29,0: Le Buston ·
30,0: Ottignies ·
36,0: Mont-Saint-Guibert ·
38,0: Blanmont ·
40,0: Chastre ·
41,9: Ernage ·
45,0: Gembloers ·
47,6: Lonzée ·
50,9: Beuzet ·
53,0: Saint-Denis-Bovesse ·
56,0: Rhisnes ·
62,0: Namen